# Carl zu Ysenburg und Büdingen
Carl Gustav Prinz zu Ysenburg und Büdingen, später Fürst zu Ysenburg und Büdingen auch zu Ysenburg und Büdingen in Büdingen (* 11. September 1875 in Frankfurt am Main; † 15. Mai 1941 in Büdingen) war ein deutscher Kapitän zur See der Kaiserlichen Marine und u. a. Marineattaché. Er war von 1922 bis zu seinem Tod 1941 Chef des Hauses Ysenburg und Büdingen.

## Leben

### Herkunft
Carl zu Ysenburg und Büdingen war ein Sohn von Gustav Alfred zu Ysenburg und Büdingen in Büdingen (1841–1922) und Luitgarde Sophie, geb. zu Castell-Rüdenhausen (1843–1927), Tochter von Adolf Friedrich Carl Erbgraf zu Castell-Rüdenhausen (1805–1849) und Clara, geb. zu Rantzau (1807–1888).

### Werdegang
Carl zu Ysenburg und Büdingen trat am 9. April 1892 als Kadett in die Kaiserliche Marine ein, wurde am 10. April 1893 Seekadett und war 1894 auf dem Schulschiff Stosch. Am 15. September 1895 zum Unterleutnant zur See befördert, war er 1896 auf der Sachsen. Als Leutnant zur See (Beförderung am 12. September 1898) war er 1899 auf der Kaiser, welche zu dieser Zeit in Ostasien operierte. Bis 1904 war er mit dem Kronen-Orden 4. Klasse ausgezeichnet worden und diente als Kapitänleutnant (Beförderung am 1. April 1904) auf der Kaiser Friedrich III. Ab September 1904 war er für drei Jahre Kommandant der Sleipner und war 1908 auf der Lothringen. Hier wurde er Navigationsoffizier. Von September 1909 bis September 1910 war er Kommandant des Stationsschiffs Loreley. Am 22. März 1910 wurde er Korvettenkapitän. Die Loreley wurde unter seinem Kommando im südlichen Anatolien eingesetzt und erhielt einen ständigen Liegeplatz vor Therapia. Für seinen Einsatz wurde er mit dem Kaiserlich Türkischen Osmanié-Orden 3. Klasse ausgezeichnet. Anfang Mai 1911 war er als Kommandeur der 3. Abteilung in der I. Torpedo-Division in Kiel und zugleich Chef der III. Torpedobootsflottille.
Vom 1. Oktober 1912 bis 24. April 1913 war er Marineattaché für die nordischen Reiche. Später war er bis Oktober 1914 Erster Offizier auf der Kaiser Wilhelm der Große. Bis Juni 1915 war er Kommandeur des II. Bataillons des Matrosen-Regiments 5 bei der 2. Marine-Division. Von Juni 1915 bis Juli 1916 war er Kommandeur der X. Seewehr-Abteilung, welche aus 4. Kompanien und einer Radkompanie bestand, und zugleich Kommandeur der Landfront in Cuxhaven. In dieser Position wurde er am 17. Oktober 1915 Fregattenkapitän. Von Juli 1917 bis zur Auflösung Ende 1918 war er Chef der Hafenflottille Jade-Weser und war zugleich Kommandant des Wasserabschnitts Wilhelmshaven. In dieser Position wurde er am 28. April 1918 mit dem Charakter als Kapitän zur See ausgezeichnet. Er war damit zu Kriegsende der einzige Marineoffizier, welcher aus der Crew April 1892, zu diesem Zeitpunkt nur mit dem Charakter als Kapitän zur See und nicht mit dem regulären Dienstgrad ausgestattet war. Am 17. März 1919 wurde er aus der Marine verabschiedet.
Bis 1907 war er u. a. mit dem Roten Adlerorden 4. Klasse mit der Krone, dem Ritterkreuz des Königlich Dänischen Danebrogordens (als Kommandant der Sleipner), dem Ritter des goldenen Kreuzes des Königlich Griechischen Erlöser-Ordens, dem Offizierkreuz des Königlich Italienischen Orden der Italienischen Krone, dem Ritterkreuz 1. Klasse des Königlich Norwegischen Ordens des Heiligen Olaf und dem Kaiserlich und Königlich Russischen St.-Stanislaus-Orden 2. Klasse ausgezeichnet worden.
Bis Mitte Februar 1918 hatte er zusätzlich das Eiserne Kreuz II. Klasse, das Hamburger Hanseatenkreuz und das Großherzoglich Hessische Allgemeine Ehrenzeichen für Tapferkeit erhalten.

### Familie
Carl zu Ysenburg und Büdingen heiratete Marie zur Lippe (1890–1973), Tochter von Friedrich zur Lippe (1852–1892) und Marie, geb. Prinzessin zu Löwenstein-Wertheim-Freudenberg (1862–1941).
Nach dem Ersten Weltkrieg stand auf der Erhebungen im Büdinger Wald, Vier Fichten genannt, noch eine Fichte für die Büdinger Speziallinie. Daneben hatte noch eine Fichte der Wächtersbacher Speziallinie den Krieg überstanden.
1920 verzichtete sein Vater auf die Stammgüter in Büdingen, sodass er diese übernahm. Nach dem Tod seines Vaters 1922 wurde er Chef des Hauses Ysenburg und Büdingen.
Am 17. September 1936 adoptierte er seinen Neffen Otto Friedrich Fürst zu Ysenburg und Büdingen. Er war ein Sohn von Erbprinz Ferdinand Maximilian zu Ysenburg und Büdingen in Wächtersbach (1880–1927) und Margarethe (Margita) zu Ysenburg und Büdingen in Wächtersbach (1876–1954) welcher von 1941 bis 1990 Chef des Hauses Ysenburg und Büdingen war. Dieser war der letzte Büdinger Fürst und mit seinem Tod erlosch der Büdinger Zweig der Familie. Otto Friedrich als einziger männliche Nachkomme in den drei Familienlinien Wächtersbach, Meerholz und Büdingen vereinte bei seinem Erbantritt 1941 den gesamten Familienbesitz und den Forst.